# 三角州

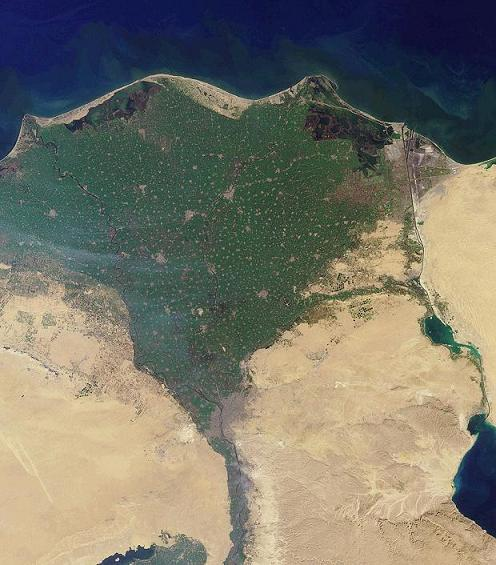
ナイル川デルタ。世界最大級の三角州地形である。

三角州（さんかくす、三角洲とも）とは、河口付近において、河川によって運ばれた物質が堆積することにより形成された地形である。河口において河川流が分流し、枝分かれした分流路と海岸線のなす形がギリシア文字のデルタ（Δ）に似ていることから、デルタ（英語: delta）とも呼ばれる。

## 概説
河川の上流から流れてきた砂などが堆積することにより形成される。大河の場合は河口に複数の三角州が形成されることもあり、それらを総体的にデルタまたは三角州と呼ぶこともある。
河口付近で流速が急激に遅くなるとき、土砂が堆積しやすくなるため、中洲が形成される。河口付近の潮流によって中洲が削られ、複雑な地形を形成することがある。
形成の条件は、河川からの十分な量の土砂供給があること、河口付近の海底地形が土砂を堆積できる形態であること、河口付近の潮流が土砂を侵食し過ぎないことである。河川からの土砂の供給量が十分でないときは、三角江を形成することがある。
一般にモンスーンアジアの河川は傾斜が急で流量も大きいため、河川の運搬作用が大きく、河口に三角州を形成している場合が多い。モンスーンアジアで三角州は主に水田に利用されている。

## 種類
三角州の形態は、単純なデルタ状に留まらず、様々な種類がある。以下ではそのうち特にありふれた3つを示すが、すべての三角州が以下の3つに分類できるわけではない。

### 円弧状三角州
沖合の潮流と、河川からの土砂の供給量がうまく釣り合っているときに形成される。代表例としては、ナイル川デルタ、ニジェール・デルタなどがある。

### 鳥趾状三角州
土砂が堆積しやすく、潮流によって中洲が削られない場合に形成される。すなわち、形成されるのは、遠浅で潮の流れが遅い場所であり、代表例としては、ミシシッピ川デルタがあげられる。

### カスプ状三角州
尖状三角州ともよばれる。河口が尖っているような三角州のことで、川によって運ばれた土砂がよく削られる場合に形成される。このとき河口付近では土砂が堆積するが、そのまわりでは削られるため、尖った形の三角州が形成される。代表例としては、テヴェレデルタがあげられる。

## 世界の三角州

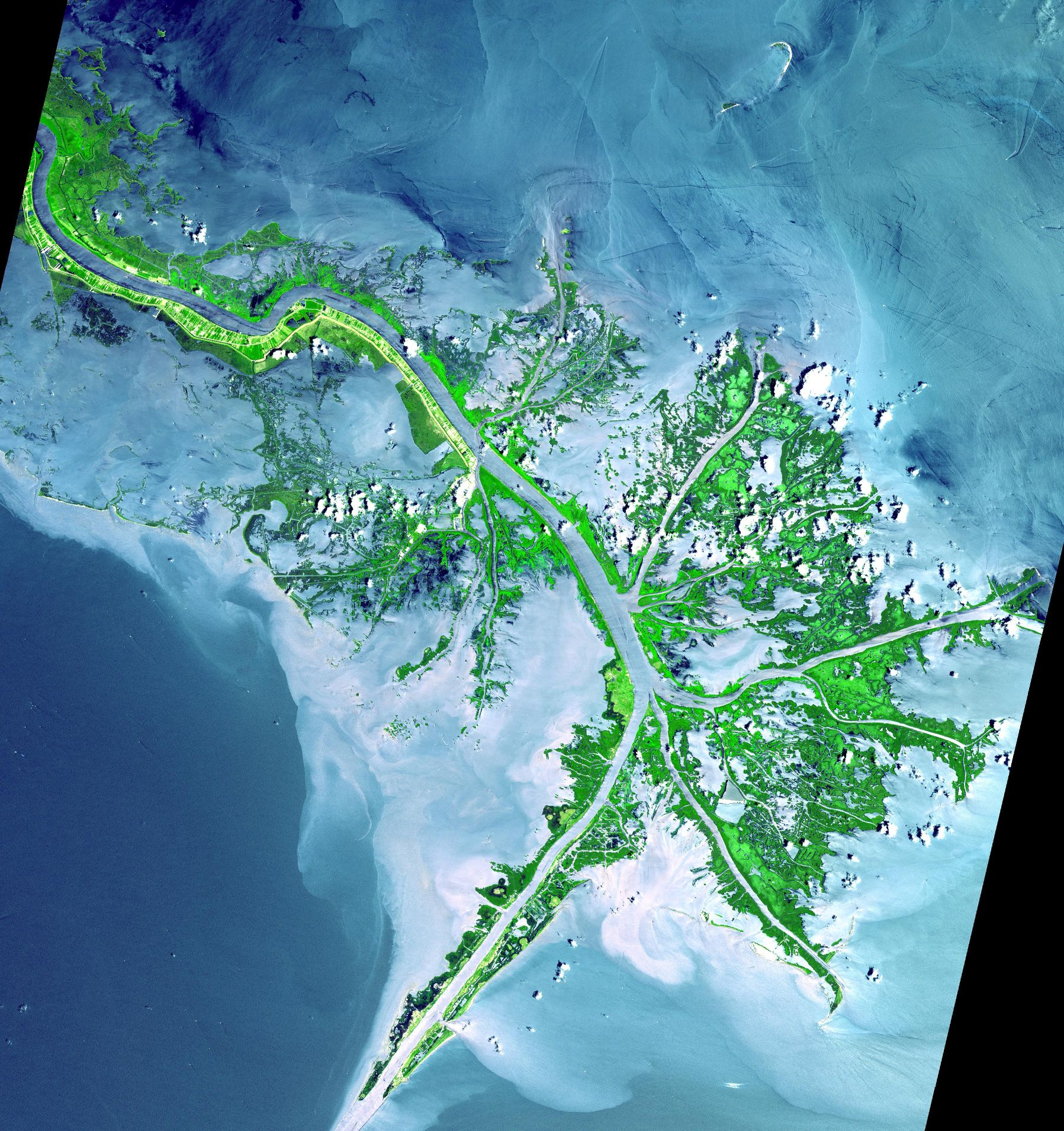
ミシシッピ川デルタ（鳥趾状三角州）

- ナイル川デルタ
- メコン・デルタ
- アマゾンデルタ
- ヴォルガデルタ
- ドナウ・デルタ
- ミシシッピ川デルタ（英語版） - 鳥趾状三角州
- 黄河デルタ
- 長江デルタ
- 珠江デルタ
- インダスデルタ
- オリノコデルタ
- ガンジスデルタ
- ニジェール・デルタ
- レナ川デルタ
- エーヤワディー川（イラワジ川）デルタ

## 日本の三角州
日本を代表する規模の大きな三角州の街は、淀川とその支流からなる三角州に形成された大阪市をはじめ、福岡市や広島市も三角州に街が形成されており、阿武川とその支流からなる三角州の萩市など、三角州の街は多い。

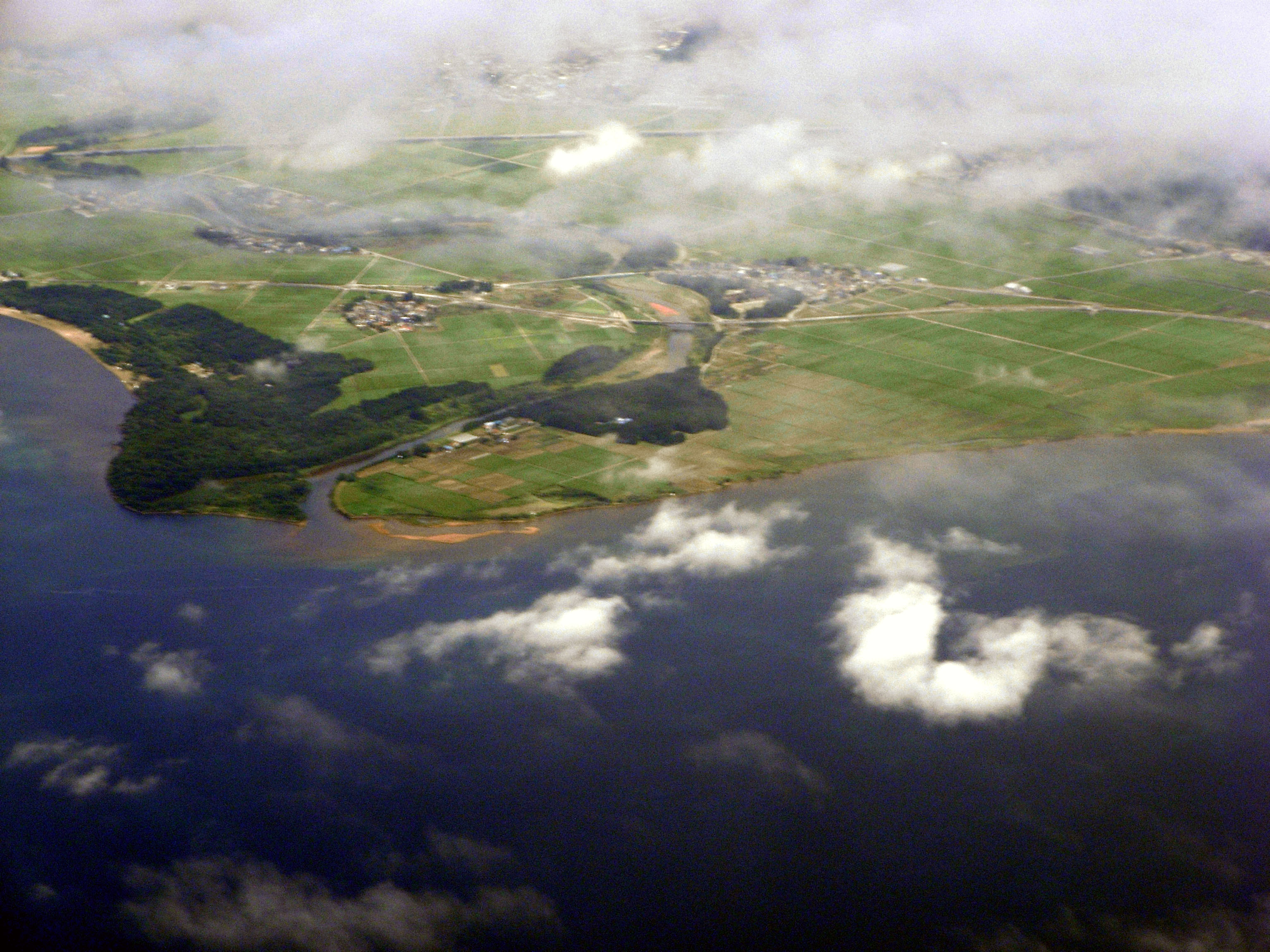
長瀬川の三角州
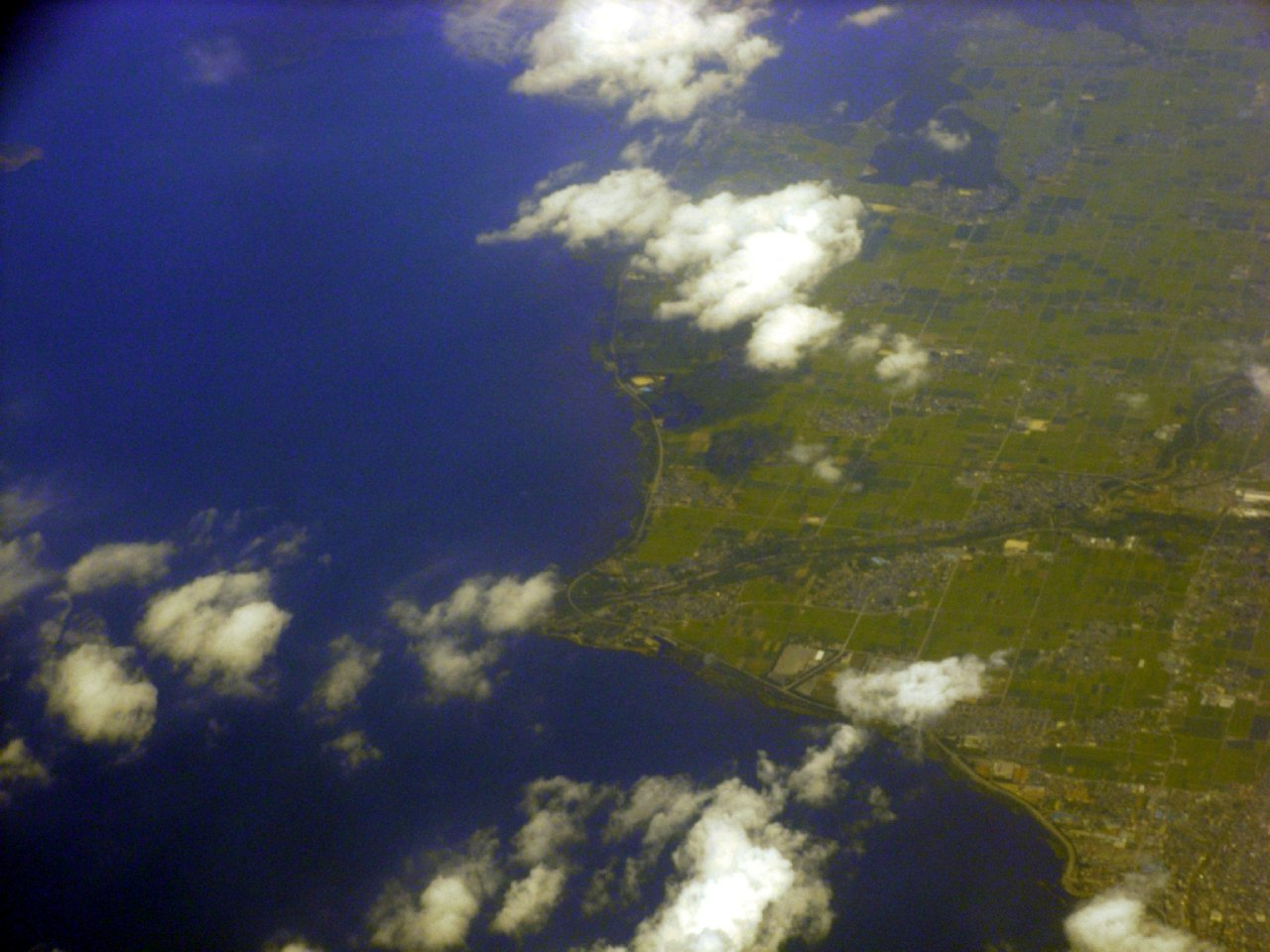
姉川の三角州
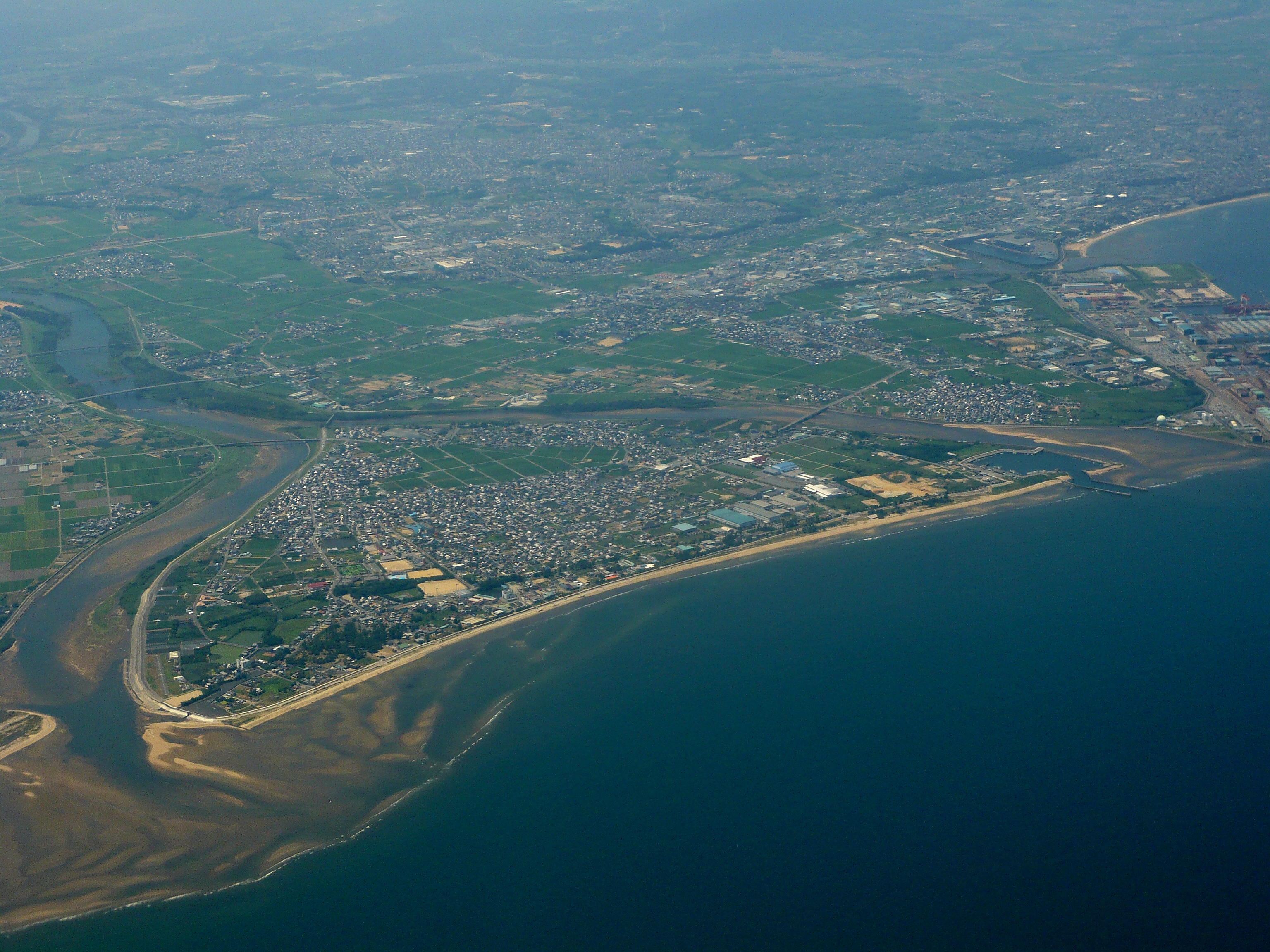
雲出川の三角州（香良洲町）
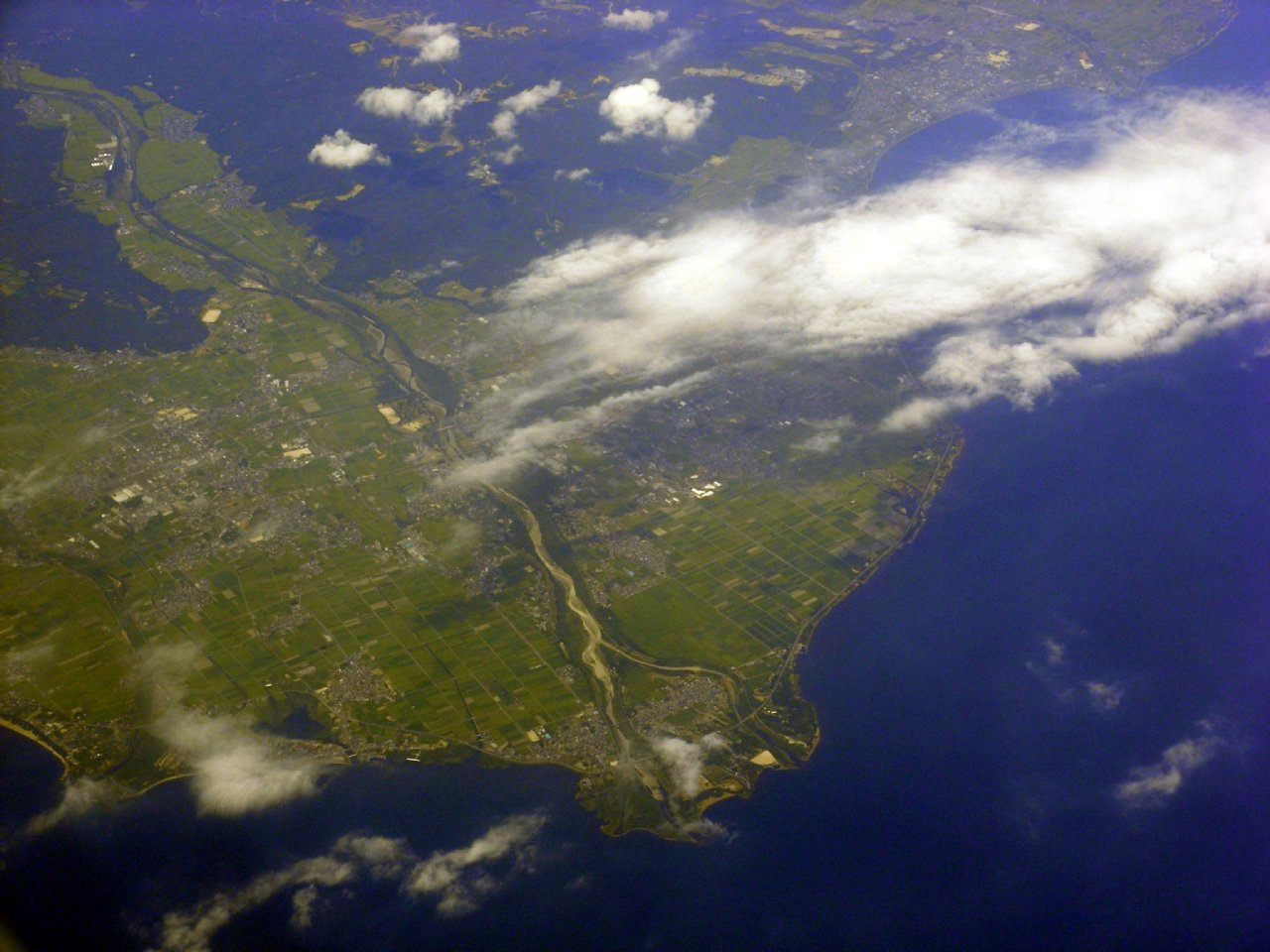
安曇川の三角州
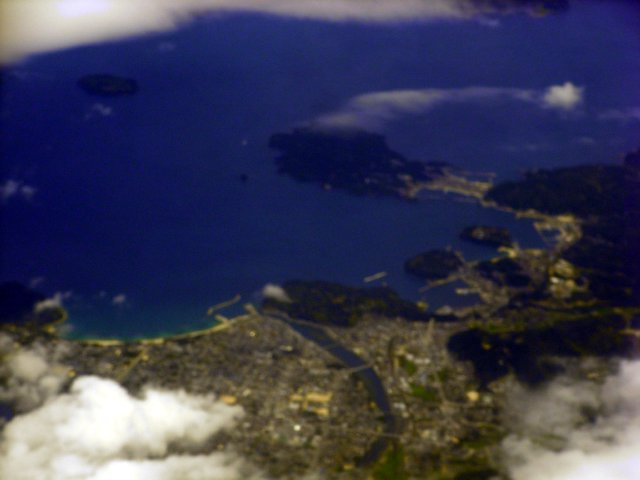
阿武川の三角州
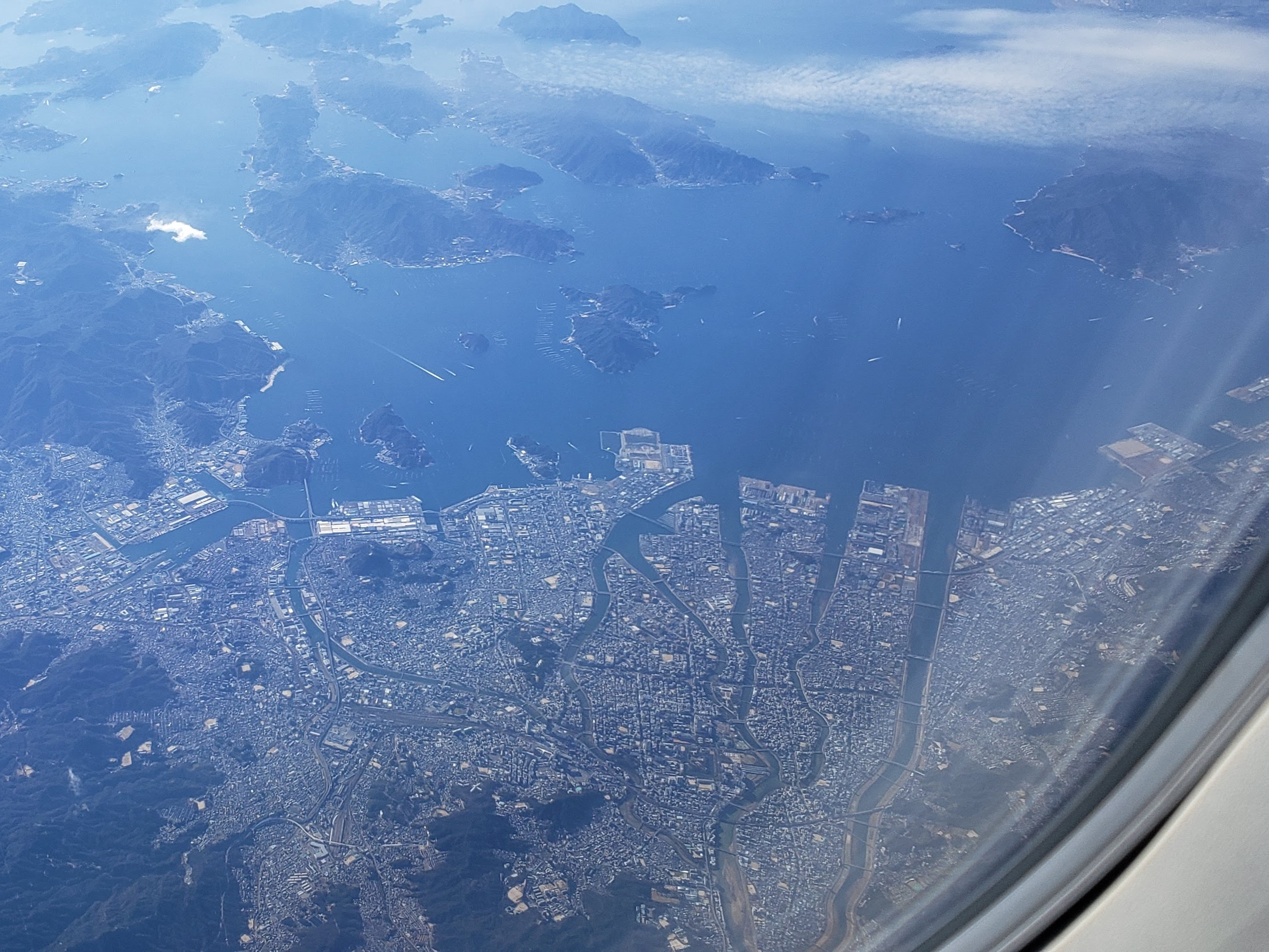
太田川の三角州

箇所 
- 大阪平野（大阪府）
- 濃尾平野（愛知県）
- 広島平野（広島県）
- 徳島平野（徳島県）
- 福岡平野（福岡県）
- 萩平野（山口県）
- 福島潟（新潟県）
- 水郷（茨城県・千葉県）※鳥趾状三角州 -  水郷筑波国定公園 参照
- 酒田千石（山形県）
- 河北潟南岸（石川県）
- 田鶴浜（石川県）※カスプ状三角州
- 河口湖北岸（山梨県）
- 岩木川（青森県）
- 大川 (一関市・気仙沼市) （宮城県）
- 馬場目川（秋田県）※カスプ状三角州 - 八郎潟 参照
- 宇多川・長瀬川（福島県）
- 恋瀬川・巴川（茨城県）
- 小櫃川（千葉県）
- 北川・南川（福井県）
- 宮川（長野県）
- 天竜川（静岡県）
- 矢作川（愛知県）
- 豊川・梅田川 (愛知県)
- 宮川 (三重県)
- 野洲川・安曇川（滋賀県）
- 千種川（兵庫県）
- 千代川・天神川（鳥取県）
- 斐伊川・高津川・益田川・神戸川（島根県）
- 旭川・高梁川（岡山県）
- 芦田川（広島県）
- 錦川（山口県）
- 那賀川（徳島県）
- 肱川（愛媛県）
- 筑後川（福岡県）
- 松浦川・六角川（佐賀県）
- 浦上川・郡川・本明川（長崎県）
- 球磨川（熊本県）
- 水俣川 (熊本県)
- 天降川（鹿児島県）